# Грб Јужне Кореје
Грб Јужне Кореје је званични хералдички симбол државе Република Јужна Кореја. Грб има облик амблема карактеристичног за источноазијске земље, а усвојен је 1963. године.
У средишту амблема стоји од симбол Таегук, који се налази и на националној застави. Таегук је окружен са пет стилизованих латица. Амблем је окружен сребрном траком на којој стоји државно гесло на писму Хангул, „Република Кореја“ („Daehan Minguk”).
Таегук је симбол мира и хармоније, док пет латица представљају национални цвет Јужне Кореје, Хибискус сиријакус.

## Галерија
- Печат председника
- Амблем председника владе
- Амблем Националне скупштине